# 那須萌美
那須 萌美（なす もえみ、1990年10月3日 - ）は、宮崎県出身の女子競輪選手。日本競輪選手会鹿児島支部所属（登録地は宮崎県）、ホームバンクは宮崎県自転車競技場。日本競輪学校（当時。以下、競輪学校）第114期生。師匠は四元慎也（77期）。

## 経歴
兄と姉がいる末っ子として誕生。中学、高校時代は陸上競技に打ち込み、延岡工業高校3年のときには平成20年度全九州高等学校体育大会の女子七種競技で優勝という実績を残した。高校卒業後は金融機関勤務、その後、溶接工をしていたという。
2017年1月12日、競輪学校第114回技能試験に合格。在校競走成績は4位（16勝）。
2018年7月9日、高松競輪場でデビューし2着。初勝利は2018年7月21日の佐世保競輪場で挙げた。
2021年11月11日、小倉FII（ミッドナイト）で初優勝。